# Chambersite
La chambersite è un minerale appartenente al gruppo della boracite.